# Halotis
Halotis là chi thực vật có hoa trong họ Amaranthaceae.